# Kanton Malestroit
Malestroit is een voormalig kanton van het Franse departement Morbihan. Het kanton maakte deel uit van het arrondissement Vannes. Het werd opgeheven bij decreet van 21 februari 2014 met uitwerking op 22 maart 2015. Hierop werden de gemeenten opgenomen in het kanton Moréac.

## Gemeenten
Het kanton Malestroit omvatte de volgende gemeenten:
- Bohal
- Caro
- La Chapelle-Caro
- Lizio
- Malestroit (hoofdplaats)
- Missiriac
- Monterrein
- Le Roc-Saint-André
- Ruffiac
- Saint-Abraham
- Saint-Guyomard
- Saint-Marcel
- Saint-Nicolas-du-Tertre
- Sérent